# Spy Kids 4 - È tempo di eroi
Spy Kids 4 - È tempo di eroi (Spy Kids: All the Time in the World) è un film del 2011 diretto da Robert Rodriguez.
Oltre alla regia, Robert Rodriguez firma il soggetto, la sceneggiatura, il montaggio, le musiche, la scenografia e la direzione della fotografia.
La pellicola è la quarta della serie di film Spy Kids ed è uscito negli Stati Uniti d'America il 24 novembre 2011. Oltre a nuovi personaggi, tornano Alexa Vega (Carmen Cortez), Daryl Sabara (Juni Cortez) e Danny Trejo (Isador "Machete" Cortez) già noti nelle precedenti opere della serie Spy Kids.

## Trama
Marissa Cortez Wilson, spia dell'OSS e zia degli ex-Spy Kids Carmen e Juni Cortez, ormai adulti, si dimette quando nasce sua figlia per dedicarsi a lei, ai due figliastri ed al marito, un reporter alquanto imbranato che vorrebbe sfondare con un proprio programma televisivo "cacciatore di spie". Quando un vecchio nemico Timekeeper minaccia di fermare il tempo e distruggere il pianeta, Marissa è costretta a tornare al lavoro al comando di una nuova squadra di agenti speciali, formata da bambini e di cui fanno parte anche i suoi figliastri, i gemelli Rebecca e Cecil. I tre dovranno superare i dissidi familiari prima di riuscire nella loro missione, grazie anche ai suggerimenti di Carmen e Juni.

## Produzione
La produzione ufficiale del film fu ufficialmente annunciata il 9 ottobre 2009, sei anni dopo la produzione di Missione 3D - Game Over. La sceneggiatura fu completata da Robert Rodriguez nel dicembre del 2009, il titolo fu ufficialmente rivelato il 24 marzo 2010 e le riprese iniziarono nel mese di ottobre 2010. Il teaser trailer è stato pubblicato il 26 maggio 2011 con Kung Fu Panda 2 e il film fu proiettato nei cinema il 3 giugno 2011 con X-Men - L'inizio.

## Distribuzione
Il film è arrivato in Italia direttamente in TV, venendo trasmesso il 13 aprile 2013 su Italia 1, ottenendo 1.766.000 telespettatori con uno share del 7,12%.